# Vieux-Bourg (Calvados)
Vieux-Bourg è un comune francese di 86 abitanti situato nel dipartimento del Calvados nella regione della Normandia.

## Società

### Evoluzione demografica
Abitanti censiti